# Mesquita Ashaghi Govhar Agha
La Mesquita Ashaghi Govhar Agha (enàzeri: Aşağı Gövhər ağa məscidi) és una mesquita de Şuşa, de la regió del Karabakh de l'Azerbaidjan.
La designació ashaghi ('inferior') es refereix a l'emplaçament de la mesquita a la part baixa de la ciutat de Şuşa, per diferenciar-la de la Mesquita Yukhari Govhar Agha, situada a la part alta de la ciutat. La construcció de la Mesquita d'Ashaghi Govhar Agha es completà amb les ordres de Govhar Agha, filla d'Ibrahim Khalil Khan del Kanat del Karabakh, uns vuit anys abans que es construís la Mesquita Yukhari Govhar Agha.
Una diferència entre l'Ashaghi Govhar Agha i la Yukhari Govhar Agha és que els minarets de la primera se situen als cantons de la façana posterior i els minarets de la Mesquita Yukhari Govhar Agha són a la façana davantera.

## Situació actual
Entre el 2005 i el 2007, la mesquita està mig destruïda. Tot i afirmar-se que la mesquita havia estat renovada, els membres de la delegació azerbaidjanesa que visità el Karabakh van fotografiar-la i digueren que continua estant molt danyada i que no s'hi estan realitzant obres de renovació.

## Galeria

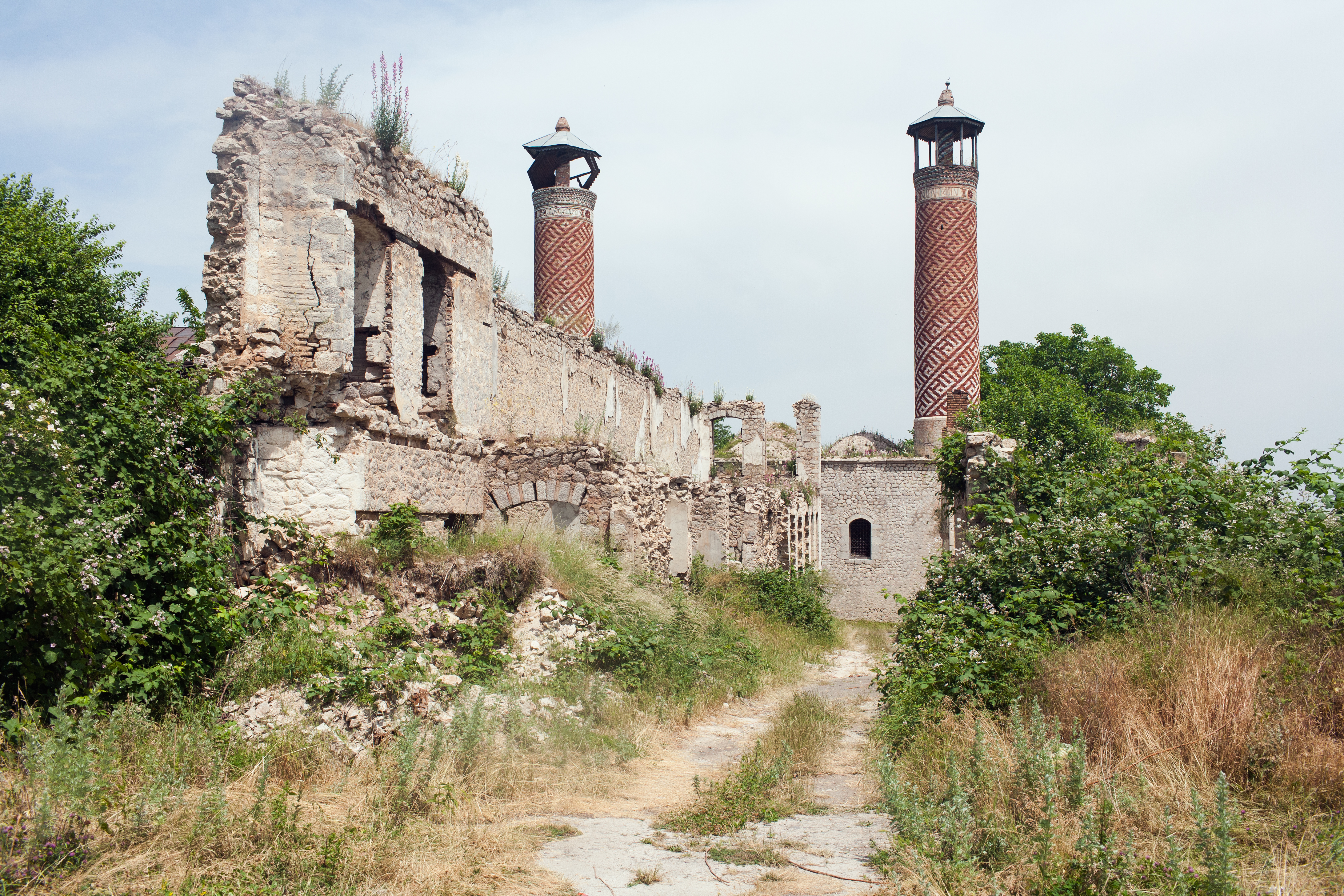
La mesquita el 2010
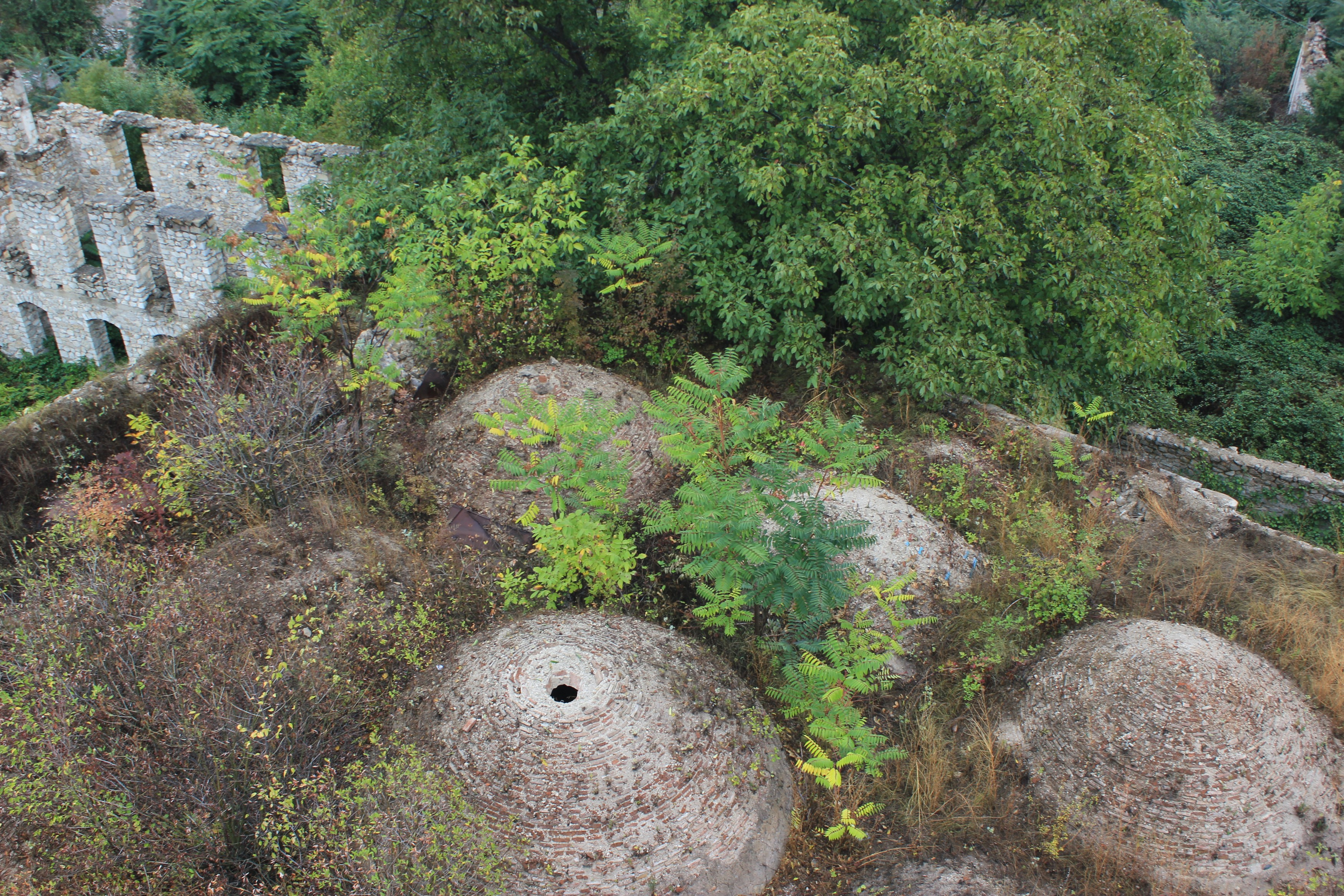
Sostre de la mesquita el 2017
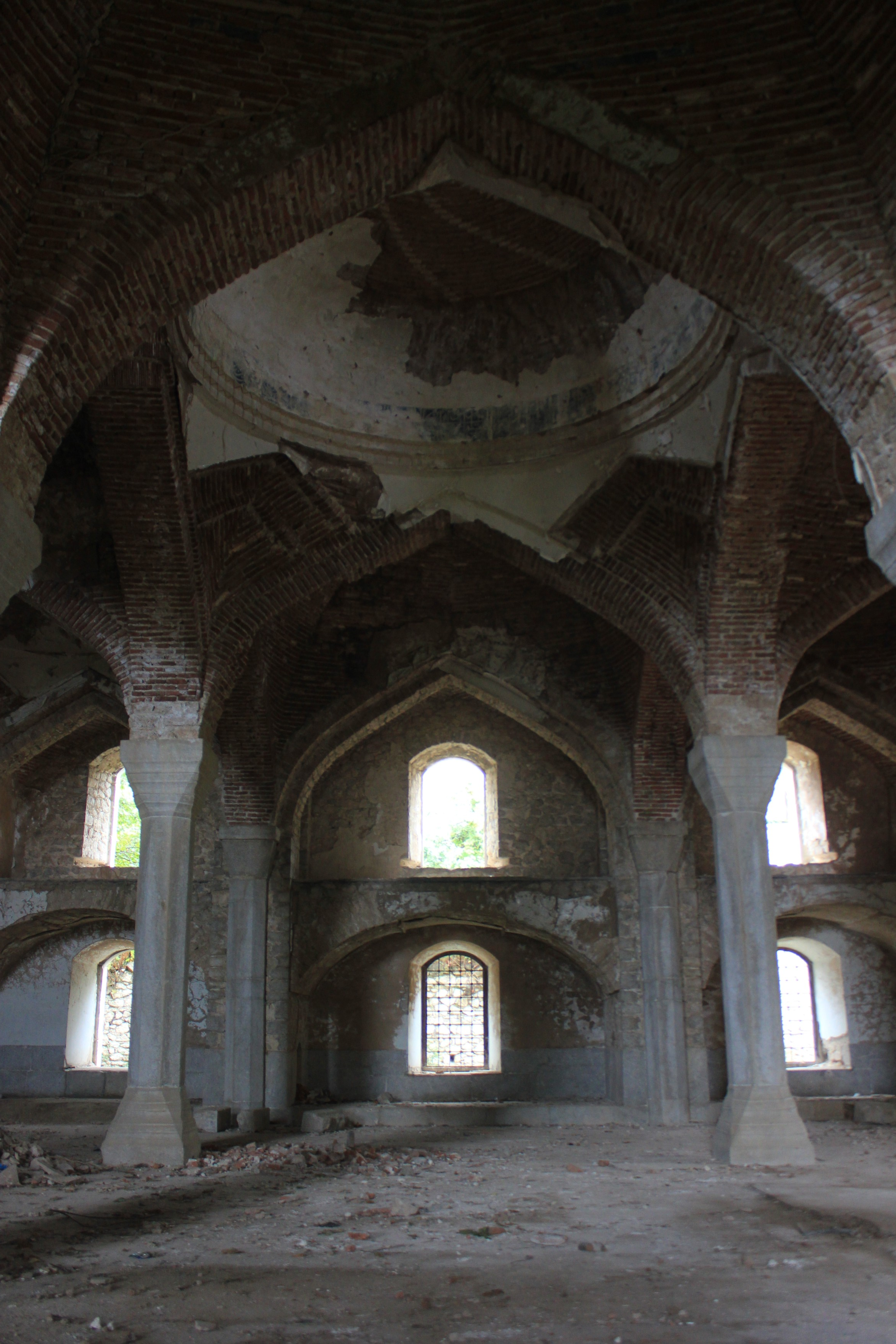
Interior de l'edifici
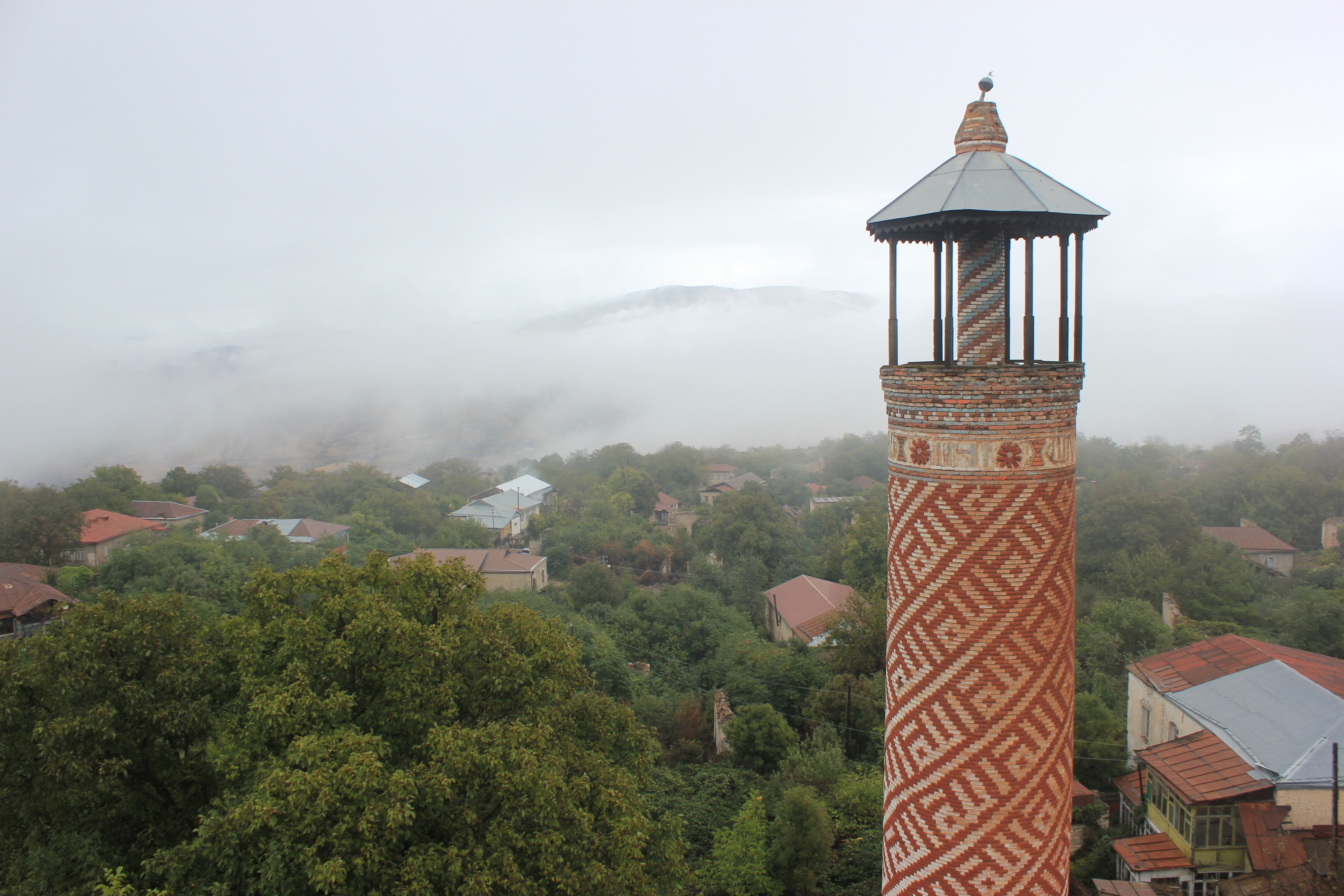
Vista des del minaret
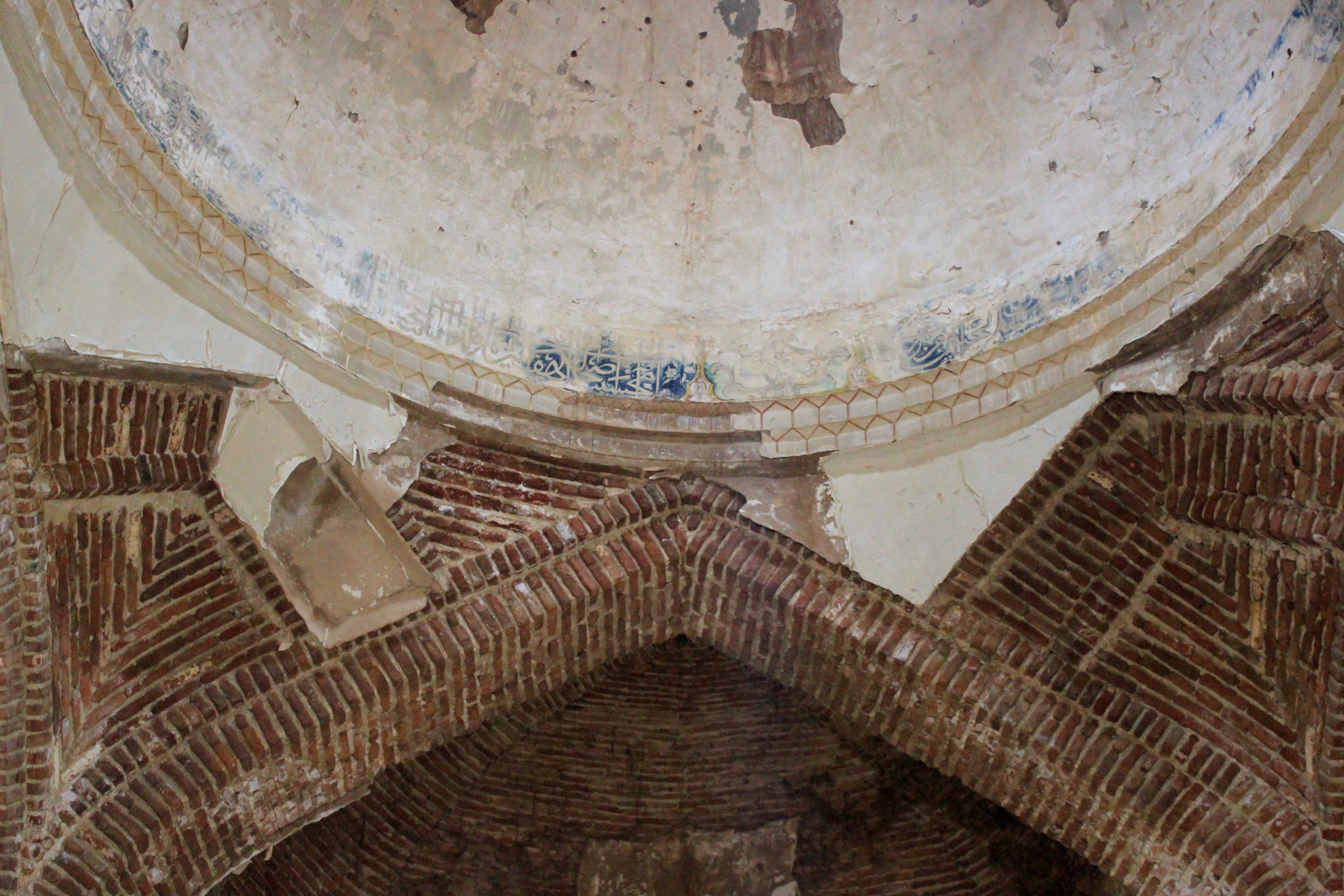
Inscripció interior
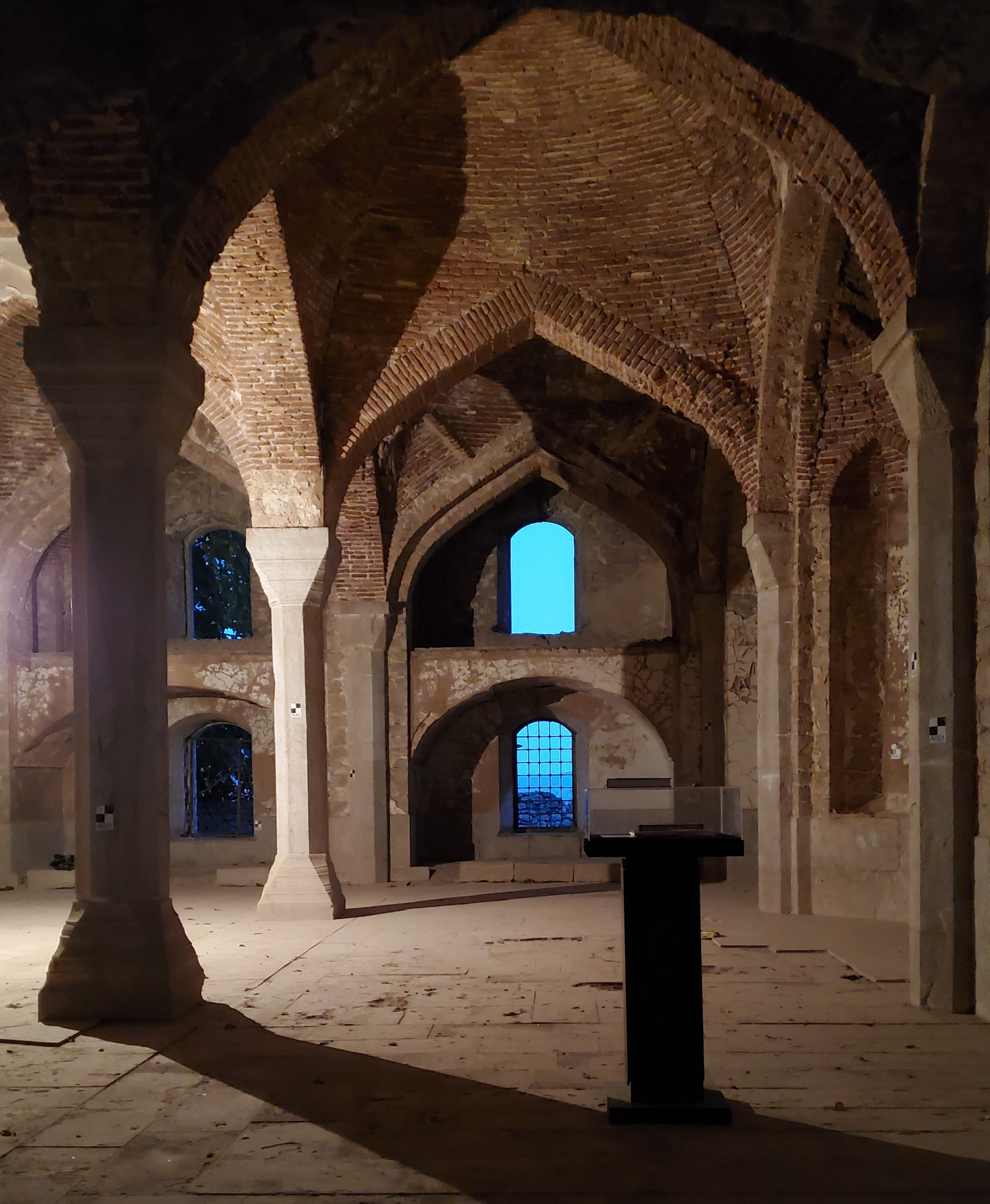
Interior de la mesquita